# Basilika Saint-Epvre

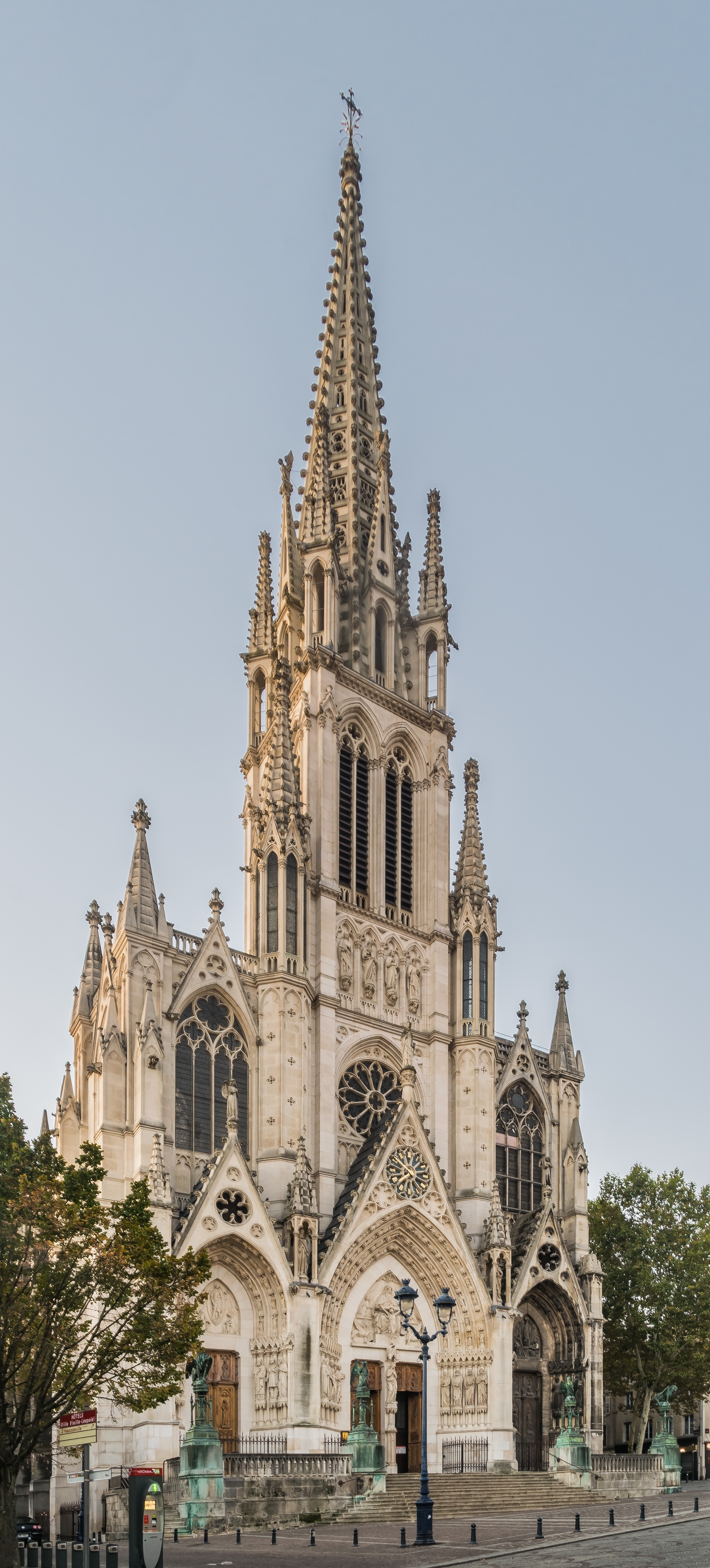
Fassade der Basilika

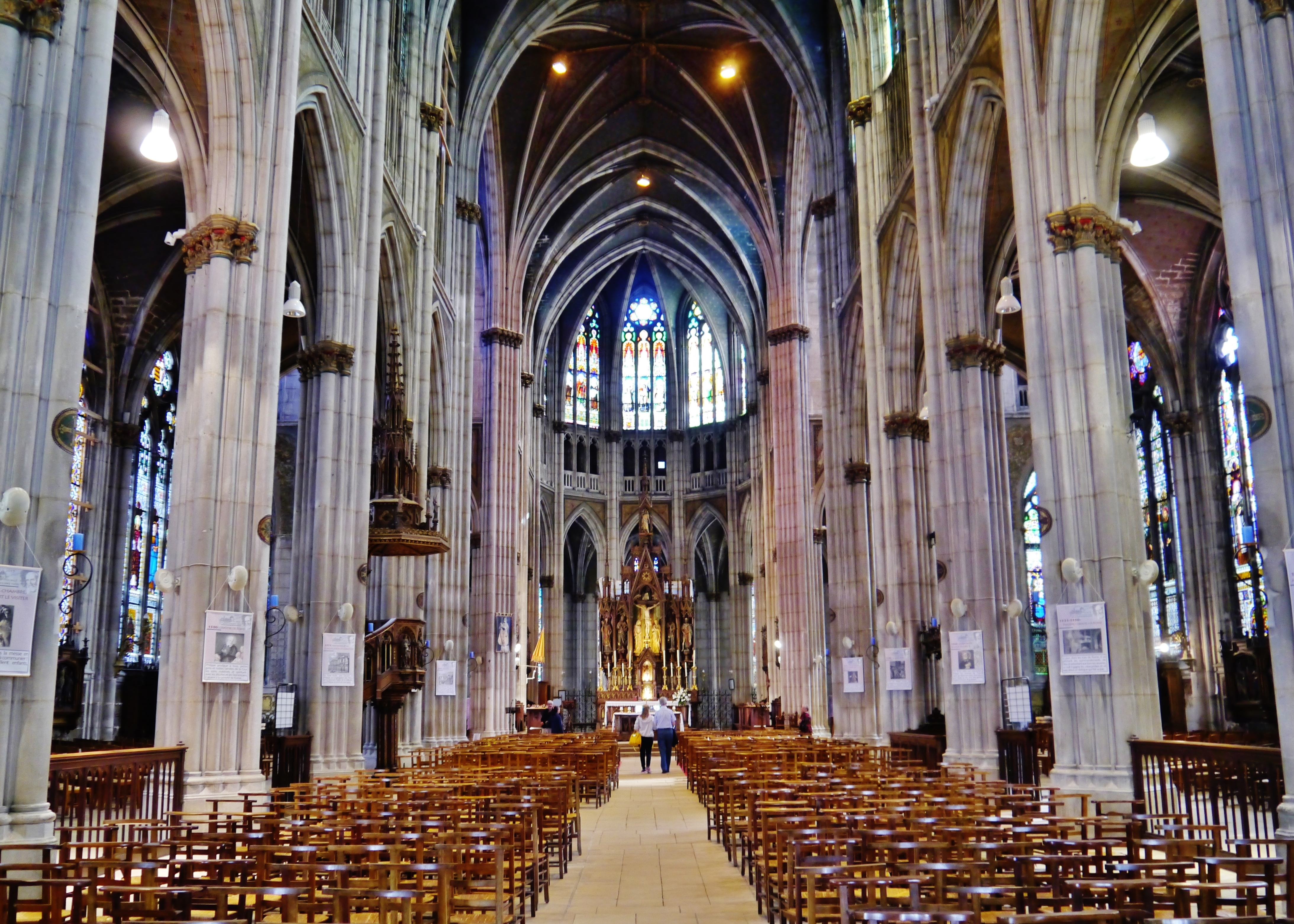
Choransicht

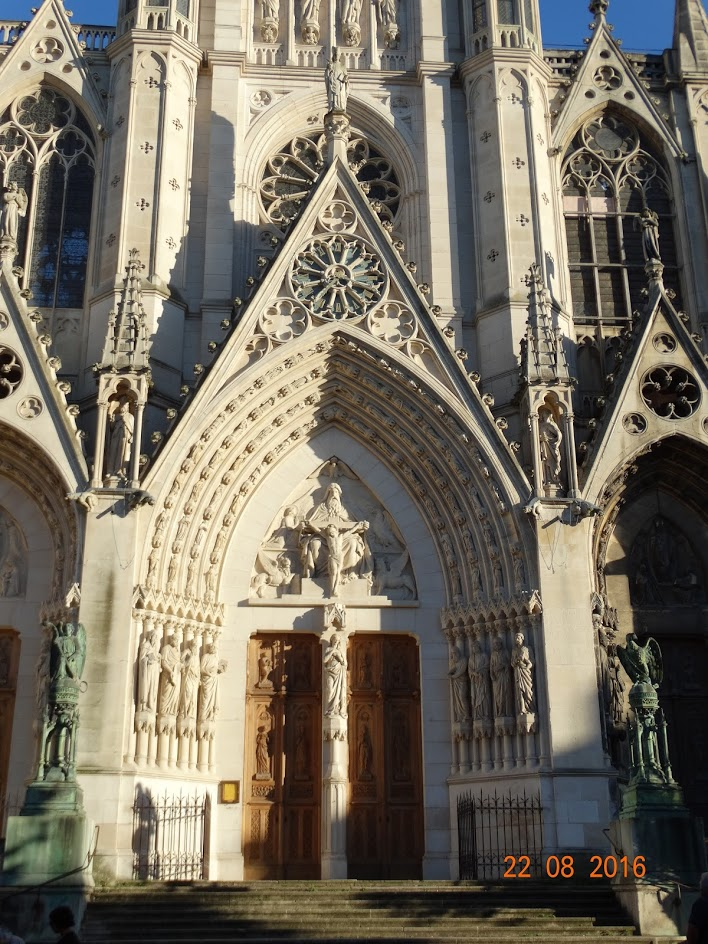
Portal-Detail

Die Basilika Saint-Epvre (Aussprache [sɛ̃.t‿ɛvʁ]) ist eine römisch-katholische Kirche in Nancy in Frankreich. Die Kirche im Bistum Nancy-Toul ist dem heiligen Aper, Bischof von Toul, gewidmet, dessen Reliquien in einem Schrein auf dem Hochaltar aufbewahrt werden, und trägt den Titel einer Basilica minor und eines Monument historique.

## Geschichte
Herzog Dietrich II. von Lothringen gründete 1080 die Pfarrkirche. Zwischen 1436 und 1451 wurde das Gebäude vollständig im gotischen Stil umgebaut. Sein Glockenturm diente auch als Wachtturm, da es der höchste Punkt der mittelalterlichen Stadt war. Die Kirche wurde 1863 abgerissen, der Glockenturm, der in die neue Kirche integriert werden sollte, überlebte nur wenige Jahre. Die Pfarrei wurde der Kongregation vom Oratorium des heiligen Philipp Neri anvertraut.
Am 15. Dezember 2013 wurde während eines Pontifikalamts eine Reliquie des seligen Karl von Habsburg-Lothringen in die Basilika überführt.

## Basilika
Die heutige Kirche wurde nach Plänen von Prosper Morey im neugotischen Stil errichtet, der eine sehr gute Integration in das historische Zentrum von Nancy ermöglichte. Der Grundstein wurde im Mai 1864 gelegt. Pfarrer Joseph Trouillet warb sehr intensiv Spenden ein, so auch bei Napoleon III. Die Kirche wurde 1871 geweiht.
Am 26. November 1874 erhielt die Kirche durch Papst Pius IX. den Titel einer Basilica minor verliehen. Im Jahr 1999 wurde die Kirche als Monument historique in die Liste der Baudenkmäler in Frankreich aufgenommen. Die kombinierte Wirkung von Sturm und Verschmutzung vom Dezember 1999 erforderte mehrere Jahre lang umfangreiche Restaurierungsarbeiten.

## Architektur
Die Kirche wurde in der Bauform einer dreischiffigen Basilika auf dem Grundriss eines lateinischen Kreuzes entworfen. Die neugotische Basilika hat bedeutende Ausmaße: Der Turm über dem Eingangsbereich ragt auf eine Höhe von 87 Metern für ein Gebäude von hundert Metern Länge. Das Kirchenschiff ist 84 Meter lang und hat eine Gewölbehöhe von 24 Metern.  
Die monumentale Treppe des Vorhofs ist ein Geschenk von Kaiser Franz Joseph I. von Österreich, Erbe der Häuser von Österreich und Lothringen. Ebenso die meisten Buntglasfenster, auf denen er mit seiner Frau durch die Merkmale von Franz von Assisi und der Heiligen Elisabeth dargestellt wurde. Nach Zerstörungen im Ersten Weltkrieg wurden sie durch die Figuren von Saint Epvre und Saint Odile ersetzt, die Lothringen und das Elsass symbolisieren. Weitere Glasfenster wurden durch Napoleon III. und Kaiserin Eugénie finanziert.
74 Fenster, von denen 71 durch die Geyling-Werkstätten in Wien erstellt wurden, beleuchten die Basilika und weisen mit drei Rosettenfenstern eine Buntglasflächen 2300 m² auf. Das Kirchenschiff ist mit Gemälden auf verstärkter Leinwand und imitierten Mosaiken verziert. Die Altäre und Holzarbeiten sind französischer Herkunft (Hauptaltar der Brüder Klem aus Colmar), aber auch aus Deutschland (Marggraff-Werkstätten in München). Im Chor bot Pius IX. 25 m² grüne Fliesen von der Via Appia in Rom an. In Budapest wurden Glocken für die Kirche gegossen.

## Orgeln

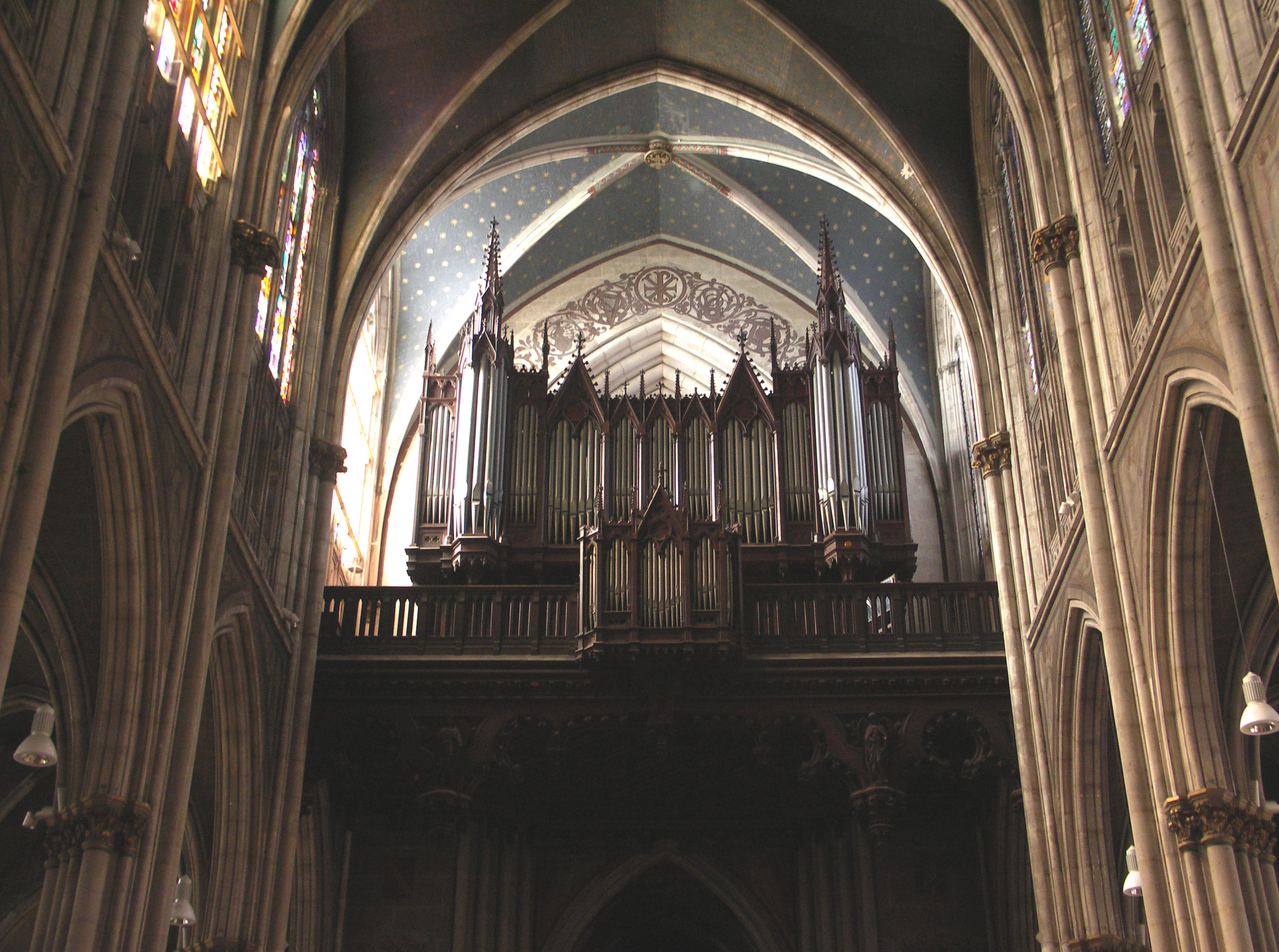
Hauptorgel

Die Orgeln der alten Kirche Saint-Epvre wurden an die Kirche von Dannelbourg weiterverkauft.
Die große neugotische Orgel auf der Empore  wurde von Joseph Merklin (Merklin-Schütze) erbaut und in einem gemeinsamen Konzert von Anton Bruckner, Renaud de Vilbac und Heinrich Oberhoffer eingeweiht. Diese Orgel wurde 1867 auf der Weltausstellung in Paris mit einer Goldmedaille ausgezeichnet, wo sie von den meisten großen Pariser Organisten gespielt wurde. Joseph Merklin erhielt hiernach den Titel eines Ritters der Ehren Legion. 
Die Orgel wurde 1992 von der Manufaktur Lorraine Hærpfer Grandes Orgues unter Denkmalschutz restauriert. Bei dieser Arbeit wurde der zusätzliche Windkanal (zur Minderung des Windmangels) am Ende des 19. Jahrhunderts, genauer gesagt zwischen 1877 und 1893 von Jean Blési, entfernt.
Die große Orgel von Saint-Epvre ist, zusammen mit der großen Cavaillé-Coll-Orgel der Kathedrale und den von Dalstein-Hærpfer erbauten Orgeln von Saint-Sébastien und Saint-Nicolas eine der großen Vertreter des symphonischen Orgeltyps in Nancy.
| I Positif intérieur C–g3 |                  |     |
| 1.                       | Bourdon          | 16′ |
| 2.                       | Principal        | 8′  |
| 3.                       | Rohrflûte        | 8′  |
| 4.                       | Salicional       | 8′  |
| 5.                       | Gambe            | 8′  |
| 6.                       | Prestant         | 4′  |
| 7.                       | Flute harmonique | 4′  |
| 8.                       | Clochette II     | 8′  |
| 9.                       | Trompette        | 8′  |
| 10.                      | Clarinette       | 8′  |

| II Grand Orgue C–g3 |                  |     |
| 11.                 | Principal        | 16′ |
| 12.                 | Bourdon          | 16′ |
| 13.                 | Montre           | 8′  |
| 14.                 | Bourdon          | 8′  |
| 15.                 | Flûte harmonique | 8′  |
| 16.                 | Dulciana         | 8′  |
| 17.                 | Gambe            | 8′  |
| 18.                 | Prestant         | 4′  |
| 19.                 | Flute octaviante | 4′  |
| 20.                 | Quinte-Flûte     | 3′  |
| 21.                 | Fourniture V-VI  |     |
| 22.                 | Grand Cornet V   |     |
| 23.                 | Bombarde         | 16′ |
| 24.                 | Trompete         | 8′  |
| 25.                 | Clairon          | 4′  |

| III Récit expressif C–g3 |                  |     |
| 26.                      | Bourdon          | 8′  |
| 27.                      | Flûte harmonique | 8′  |
| 28.                      | Gambe            | 8′  |
| 29.                      | Voix céleste     | 8′  |
| 30.                      | Flûte octaviante | 4′  |
| 31.                      | Flageolet        | 2′  |
| 32.                      | Basson           | 16′ |
| 33.                      | Trompette        | 8′  |
| 34.                      | Basson-Hautbois  | 8′  |
| 35.                      | Voix humaine     | 8′  |

| Pédale C–d1 |              |     |
| 36.         | Soubasse     | 32′ |
| 37.         | Grosse Flûte | 16′ |
| 38.         | Soubasse     | 16′ |
| 39.         | Octavebasse  | 8′  |
| 40.         | Violoncelle  | 8′  |
| 41.         | Flûte        | 4′  |
| 42.         | Bombarde     | 16′ |
| 43.         | Trompette    | 8′  |
| 44.         | Clairon      | 4′  |

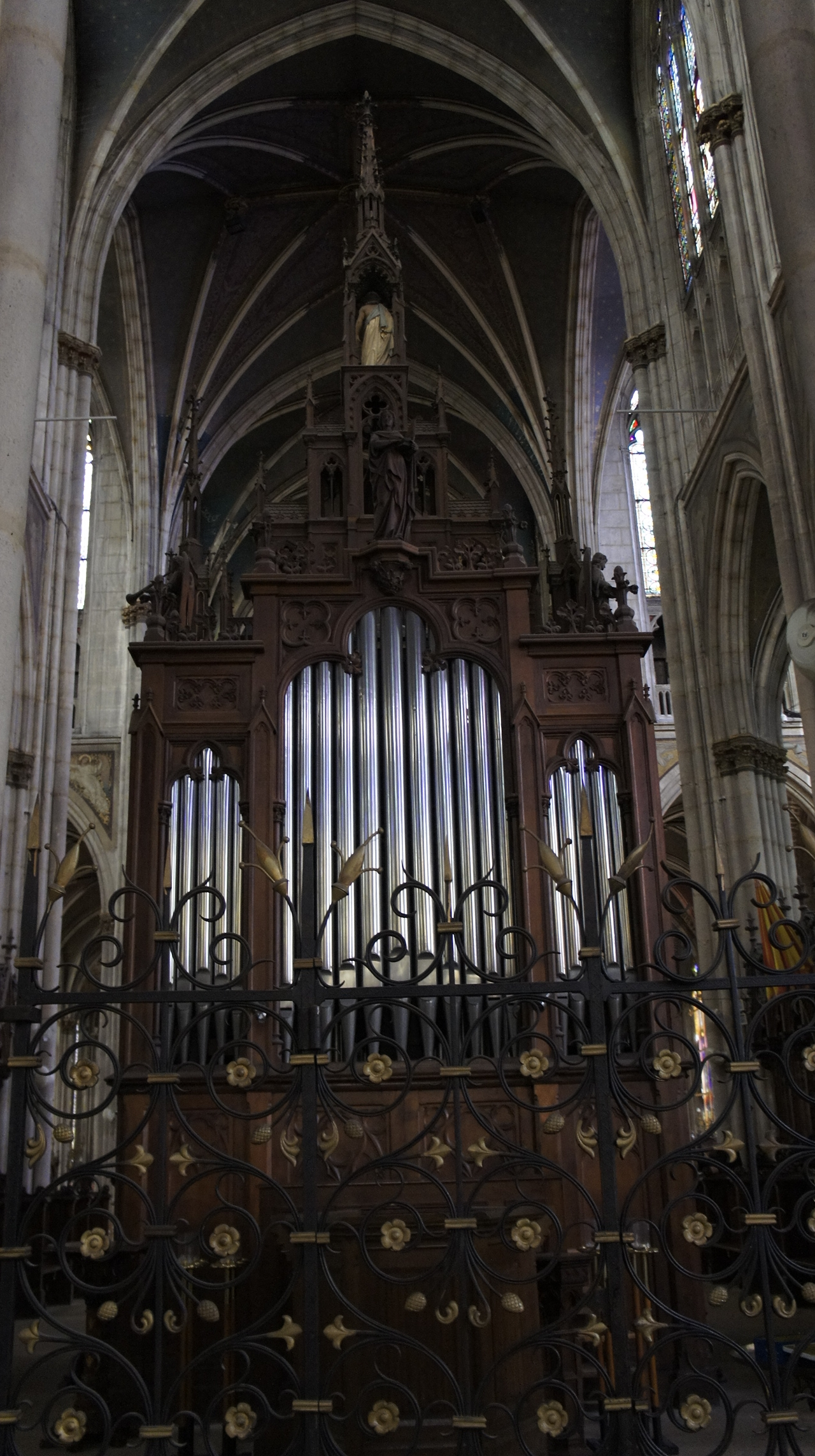
Chororgel

Die Chororgel wurde von Joseph Merklin erbaut. Dieses Instrument wurde 2009 von Jean-Baptiste Gaupillat und Laurent Plet restauriert.
| I Grand Orgue C–g3 |            |     |
| 1.                 | Bourdon    | 16' |
| 2.                 | Montre     | 8'  |
| 3.                 | Bourdon    | 8'  |
| 4.                 | Salicional | 8'  |
| 5.                 | Prestant   | 4'  |
| 6.                 | Trompette  | 8'  |

| II Récit expressif C–g3 |                    |    |
| 7.                      | Gambe              | 8' |
| 8.                      | Bourdon harmonique | 8' |
| 9.                      | Flûte harmonique   | 4' |
| 10.                     | Basson hautbois    | 8' |

| Pédale C–d1 |                    |     |
| 11.         | Soubasse (= Nr. 1) | 16' |

- Appel Trompette 8'
- Koppeln: II/I, I/II (sur la première octave), I/P